# Paragonia procidaria
Paragonia procidaria är en fjärilsart som beskrevs av Herrich-Schäffer 1855. Paragonia procidaria ingår i släktet Paragonia och familjen mätare. Inga underarter finns listade i Catalogue of Life.